# 2009-es IIHF jégkorong-világbajnokság
A 2009-es jégkorong-világbajnokságot Svájcban rendezték április 24. és május 10. között. A mérkőzéseket két jégcsarnokban rendezték meg, a berni PostFinance Arénában és a kloteni Kolping Arénában. Svájc tizedszer szerezte meg a világbajnokság megrendezésének jogát.
Oroszország csapata érkezett címvédőként a világbajnokságra, a két újonc csapat pedig Ausztria válogatottja, és a 70 év után újra világbajnokságon szereplő magyar csapat volt.
Az oroszok megvédték a címüket, a döntőben kanadát verték meg 2–1-re. A torna MVP-je (legértékesebb játékosa) Ilja Kovalcsuk lett, aki a legjobb csatárnak járó díjat is megkapta.

## A csapatok játékoskeretei
Bővebben: 2009-es jégkorong-világbajnokság (játékoskeretek)

### Magyar keret
A világbajnokságra 25 játékos nevezhető. Ezek közül a csoportmérkőzéseken 23 játszhat, a következő körben a két tartalék játékos becserélhető.
| Poszt | Mez | Név                 | Klubcsapat                 |
| ----- | --- | ------------------- | -------------------------- |
| K     | 29  | Hetényi Zoltán      | Alba Volán SC              |
| K     | 31  | Szuper Levente      | Alba Volán SC              |
| K     | 1   | Budai Krisztián     | MHK Kežmarok               |
| V     | 33  | Svasznek Bence      | Budapest Stars             |
| V     | 4   | Horváth András      | Alba Volán SC              |
| V     | 5   | Szélig Viktor       | Briançon Alpes Provence HC |
| V     | 6   | Tokaji Viktor       | Alba Volán SC              |
| V     | 63  | Ennaffati Omar      | Diables Noirs de Tours     |
| V     | 9   | Ondrejcik Rastislav | Alba Volán SC              |
| V     | 23  | Kangyal Balázs      | Budapest Stars             |
| V     | 43  | Sille Tamás         | Budapest Stars             |
| T     | 2   | Kovács Csaba        | Alba Volán SC              |
| T     | 9   | Benk András         | Alba Volán SC              |
| T     | 42  | Vas Márton          | Briançon Alpes Provence HC |
| T     | 11  | Ladányi Balázs      | Briançon Alpes Provence HC |
| T     | 13  | Jánosi Csaba        | Ferencvárosi TC            |
| T     | 15  | Majoross Gergely    | Budapest Stars             |
| T     | 78  | Vaszjunyin Artyom   | Alba Volán SC              |
| T     | 22  | Holéczy Roger       | Budapest Stars             |
| T     | 21  | Vas János           | Brynäs IF                  |
| T     | 91  | Fekete Dániel       | Alba Volán SC              |
| T     | 24  | Palkovics Krisztián | Alba Volán SC              |
| T     | 77  | Peterdi Imre        | Dunaújvárosi Acélbikák     |
| T     | 16  | Kóger Dániel*       | EC Red Bull Salzburg       |
| T     | 98  | Nagy Gergő*         | Alba Volán SC              |

* Tartalékjátékosok

## Csoportkör
A 16 csapatot négy darab, egyenként négy csapatból álló csoportba osztották. A csoportokból az első három helyezett jutott tovább a középdöntőbe.
| Jelmagyarázat                  |
| ------------------------------ |
| Bejutott a középdöntőbe.       |
| A 13–16. helyért mérkőzhetett. |

### A csoport
| Csapat           | M | Gy | HGy | HV | V | G+ | G- | Gk  | P |
| ---------------- | - | -- | --- | -- | - | -- | -- | --- | - |
| Kanada           | 3 | 3  | 0   | 0  | 0 | 22 | 4  | +18 | 9 |
| Fehéroroszország | 3 | 1  | 1   | 0  | 1 | 6  | 8  | –2  | 5 |
| Szlovákia        | 3 | 1  | 0   | 1  | 1 | 8  | 12 | –4  | 4 |
| Magyarország     | 3 | 0  | 0   | 0  | 3 | 4  | 16 | –12 | 0 |

| 2009. április 24. 16:15 (CET) | Fehéroroszország | 1–6 (0–2, 0–0, 1–4) | Kanada | Kolping Aréna, Kloten Nézőszám: 5232 |

| Jegyzőkönyv                                                                                  | Jegyzőkönyv | Jegyzőkönyv                                                | Jegyzőkönyv | Jegyzőkönyv |
| -------------------------------------------------------------------------------------------- | ----------- | ---------------------------------------------------------- | ----------- | ----------- |
|                                                                                              |             |                                                            |             |             |
| \| Grabovszkij 53' \| Gólok \| Stamkos 2' 15' / Spezza 45' / Fisher 47' / Heatley 51' 55' \| |             |                                                            |             |             |
|                                                                                              |             |                                                            |             |             |
|                                                                                              |             |                                                            |             |             |
| Grabovszkij 53'                                                                              | Gólok       | Stamkos 2' 15' / Spezza 45' / Fisher 47' / Heatley 51' 55' |             |             |

| 2009. április 24. 20:15 (CET) | Szlovákia | 4–3 (1–0, 2–1, 1–2) | Magyarország | Kolping Aréna, Kloten Nézőszám: 4773 |

| Jegyzőkönyv                                                                                       | Jegyzőkönyv | Jegyzőkönyv                           | Jegyzőkönyv | Jegyzőkönyv |
| ------------------------------------------------------------------------------------------------- | ----------- | ------------------------------------- | ----------- | ----------- |
|                                                                                                   |             |                                       |             |             |
| \| Ružička 2' / Bartečko 39' 60' / Hossa 40' \| Gólok \| Holéczy 23' / Peterdi 43' / Sille 55' \| |             |                                       |             |             |
|                                                                                                   |             |                                       |             |             |
|                                                                                                   |             |                                       |             |             |
| Ružička 2' / Bartečko 39' 60' / Hossa 40'                                                         | Gólok       | Holéczy 23' / Peterdi 43' / Sille 55' |             |             |

| 2009. április 26. 16:15 (CET) | Szlovákia | 1–2 (bü.) (0–0, 0–1, 1–0, 0–0, 0–1) | Fehéroroszország | Kolping Aréna, Kloten Nézőszám: 5256 |

| Jegyzőkönyv                                                | Jegyzőkönyv | Jegyzőkönyv                    | Jegyzőkönyv | Jegyzőkönyv |
| ---------------------------------------------------------- | ----------- | ------------------------------ | ----------- | ----------- |
|                                                            |             |                                |             |             |
| \| Hossa 58' \| Gólok \| A. Sztas 34' / Antonenko (bü.) \| |             |                                |             |             |
|                                                            |             |                                |             |             |
|                                                            |             |                                |             |             |
| Hossa 58'                                                  | Gólok       | A. Sztas 34' / Antonenko (bü.) |             |             |

| 2009. április 26. 20:15 (CET) | Kanada | 9–0 (4–0, 2–0, 3–0) | Magyarország | Kolping Aréna, Kloten Nézőszám: 5506 |

| Jegyzőkönyv                                                                                           | Jegyzőkönyv | Jegyzőkönyv | Jegyzőkönyv | Jegyzőkönyv |
| --- | ----------- | ----------- | ----------- | ----------- |
| |             |             |             |             |
| \| St. Louis 6' 28' 45' / Weber 10' 30' / Roy 13' / Neal 13' / Fisher 42' / Spezza 51' \| Gólok \| \| |             |             |             |             |
| |             |             |             |             |
| |             |             |             |             |
| St. Louis 6' 28' 45' / Weber 10' 30' / Roy 13' / Neal 13' / Fisher 42' / Spezza 51'                   | Gólok       |             |             |             |

| 2009. április 28. 16:15 (CET) | Magyarország | 1–3 (0–1, 1–0, 0–2) | Fehéroroszország | Kloten, Kolping Arena Nézőszám: 4710 |

| Jegyzőkönyv                                                                | Jegyzőkönyv | Jegyzőkönyv                                  | Jegyzőkönyv | Jegyzőkönyv |
| -------------------------------------------------------------------------- | ----------- | -------------------------------------------- | ----------- | ----------- |
|                                                                            |             |                                              |             |             |
| \| Peterdi 25' \| Gólok \| Kaljuzsnij 4' / Ugarov 55' / Grabovszkij 60' \| |             |                                              |             |             |
|                                                                            |             |                                              |             |             |
|                                                                            |             |                                              |             |             |
| Peterdi 25'                                                                | Gólok       | Kaljuzsnij 4' / Ugarov 55' / Grabovszkij 60' |             |             |

| 2009. április 28. 20:15 (CET) | Kanada | 7–3 (3–0, 3–1, 1–2) | Szlovákia | Kolping Aréna, Kloten Nézőszám: 6300 |

| Jegyzőkönyv | Jegyzőkönyv | Jegyzőkönyv                         | Jegyzőkönyv | Jegyzőkönyv |
| --- | ----------- | ----------------------------------- | ----------- | ----------- |
| |             |                                     |             |             |
| \| Roy 5' / Doan 7' / Spezza 17' 43' / White 30' / Weber 34' / Stamkos 36' \| Gólok \| Surový 27' / Hossa 56' / Graňák 59' \| |             |                                     |             |             |
| |             |                                     |             |             |
| |             |                                     |             |             |
| Roy 5' / Doan 7' / Spezza 17' 43' / White 30' / Weber 34' / Stamkos 36'                                                       | Gólok       | Surový 27' / Hossa 56' / Graňák 59' |             |             |

### B csoport
| Csapat        | M | Gy | HGy | HV | V | G+ | G- | Gk  | P |
| ------------- | - | -- | --- | -- | - | -- | -- | --- | - |
| Oroszország   | 3 | 3  | 0   | 0  | 0 | 16 | 4  | +12 | 9 |
| Svájc         | 3 | 1  | 1   | 0  | 1 | 6  | 6  | 0   | 5 |
| Franciaország | 3 | 1  | 0   | 0  | 2 | 4  | 9  | –5  | 3 |
| Németország   | 3 | 0  | 0   | 1  | 2 | 3  | 10 | –7  | 1 |

| 2009. április 24. 16:15 (CET) | Németország | 0–5 (0–3, 0–0, 0–2) | Oroszország | PostFinance Aréna, Bern Nézőszám: 10 570 |

| Jegyzőkönyv                                                                                | Jegyzőkönyv | Jegyzőkönyv                                                              | Jegyzőkönyv | Jegyzőkönyv |
| ------------------------------------------------------------------------------------------ | ----------- | ------------------------------------------------------------------------ | ----------- | ----------- |
|                                                                                            |             |                                                                          |             |             |
| \| \| Gólok \| Szaprikin 9' / Kovalcsuk 10' / Zinovjev 16' / Kurjanov 43' / Zaripov 52' \| |             |                                                                          |             |             |
|                                                                                            |             |                                                                          |             |             |
|                                                                                            |             |                                                                          |             |             |
|                                                                                            | Gólok       | Szaprikin 9' / Kovalcsuk 10' / Zinovjev 16' / Kurjanov 43' / Zaripov 52' |             |             |

| 2009. április 24. 20:15 (CET) | Svájc | 1–0 (1–0, 0–0, 0–0) | Franciaország | PostFinance Aréna, Bern Nézőszám: 11 417 |

| Jegyzőkönyv                 | Jegyzőkönyv | Jegyzőkönyv | Jegyzőkönyv | Jegyzőkönyv |
| --------------------------- | ----------- | ----------- | ----------- | ----------- |
|                             |             |             |             |             |
| \| Plüss 12' \| Gólok \| \| |             |             |             |             |
|                             |             |             |             |             |
|                             |             |             |             |             |
| Plüss 12'                   | Gólok       |             |             |             |

| 2009. április 26. 16:15 (CET) | Svájc | 3–2 (hu.) (1–1, 1–1, 0–0, 1–0) | Németország | PostFinance Aréna, Bern Nézőszám: 11 423 |

| Jegyzőkönyv                                                                     | Jegyzőkönyv | Jegyzőkönyv               | Jegyzőkönyv | Jegyzőkönyv |
| ------------------------------------------------------------------------------- | ----------- | ------------------------- | ----------- | ----------- |
|                                                                                 |             |                           |             |             |
| \| Wick 9' / Seger 24' / M. Streit 62' \| Gólok \| Ullmann 7' / Schubert 34' \| |             |                           |             |             |
|                                                                                 |             |                           |             |             |
|                                                                                 |             |                           |             |             |
| Wick 9' / Seger 24' / M. Streit 62'                                             | Gólok       | Ullmann 7' / Schubert 34' |             |             |

| 2009. április 26. 20:15 (CET) | Oroszország | 7–2 (5–1, 1–1, 1–0) | Franciaország | PostFinance Aréna, Bern Nézőszám: 10 505 |

| Jegyzőkönyv | Jegyzőkönyv | Jegyzőkönyv                    | Jegyzőkönyv | Jegyzőkönyv |
| --- | ----------- | ------------------------------ | ----------- | ----------- |
| |             |                                |             |             |
| \| Radulov 2' 8' / Zaripov 8' / Perezsogin 9' / Tyerescsenko 16' 28' / Kovalcsuk 50' \| Gólok \| Hecquefeuille 11' / Tardif 40' \| |             |                                |             |             |
| |             |                                |             |             |
| |             |                                |             |             |
| Radulov 2' 8' / Zaripov 8' / Perezsogin 9' / Tyerescsenko 16' 28' / Kovalcsuk 50'                                                  | Gólok       | Hecquefeuille 11' / Tardif 40' |             |             |

| 2009. április 28. 16:15 (CET) | Oroszország | 4–2 (1–2, 1–0, 2–0) | Svájc | PostFinance Aréna, Bern Nézőszám: 11 479 |

| Jegyzőkönyv                                                                                         | Jegyzőkönyv | Jegyzőkönyv             | Jegyzőkönyv | Jegyzőkönyv |
| --------------------------------------------------------------------------------------------------- | ----------- | ----------------------- | ----------- | ----------- |
| |             |                         |             |             |
| \| Atyusov 3' / Kovalcsuk 30' / Morozov 49' / Perezsogin 60' \| Gólok \| Gardner 10' / Plüss 18' \| |             |                         |             |             |
| |             |                         |             |             |
| |             |                         |             |             |
| Atyusov 3' / Kovalcsuk 30' / Morozov 49' / Perezsogin 60'                                           | Gólok       | Gardner 10' / Plüss 18' |             |             |

| 2009. április 28. 20:15 (CET) | Franciaország | 2–1 (2–1, 0–0, 0–0) | Németország | PostFinance Aréna, Bern Nézőszám: 9956 |

| Jegyzőkönyv                                        | Jegyzőkönyv | Jegyzőkönyv | Jegyzőkönyv | Jegyzőkönyv |
| -------------------------------------------------- | ----------- | ----------- | ----------- | ----------- |
|                                                    |             |             |             |             |
| \| Lussier 4' / Tardif 17' \| Gólok \| Hecht 5' \| |             |             |             |             |
|                                                    |             |             |             |             |
|                                                    |             |             |             |             |
| Lussier 4' / Tardif 17'                            | Gólok       | Hecht 5'    |             |             |

### C csoport
| Csapat           | M | Gy | HGy | HV | V | G+ | G- | Gk  | P |
| ---------------- | - | -- | --- | -- | - | -- | -- | --- | - |
| Egyesült Államok | 3 | 2  | 0   | 1  | 0 | 15 | 9  | +6  | 7 |
| Svédország       | 3 | 1  | 1   | 1  | 0 | 15 | 9  | +6  | 6 |
| Lettország       | 3 | 1  | 1   | 0  | 1 | 7  | 6  | +1  | 5 |
| Ausztria         | 3 | 0  | 0   | 0  | 3 | 2  | 15 | –13 | 0 |

| 2009. április 25. 16:15 (CET) | Egyesült Államok | 4–2 (1–1, 2–1, 1–0) | Lettország | PostFinance Aréna, Bern Nézőszám: 7840 |

| Jegyzőkönyv                                                                                  | Jegyzőkönyv | Jegyzőkönyv                | Jegyzőkönyv | Jegyzőkönyv |
| -------------------------------------------------------------------------------------------- | ----------- | -------------------------- | ----------- | ----------- |
|                                                                                              |             |                            |             |             |
| \| Johnson 12' 36' / Stafford 32' / O'Sullivan 47' \| Gólok \| Vasiljevs 5' / Karsums 27' \| |             |                            |             |             |
|                                                                                              |             |                            |             |             |
|                                                                                              |             |                            |             |             |
| Johnson 12' 36' / Stafford 32' / O'Sullivan 47'                                              | Gólok       | Vasiljevs 5' / Karsums 27' |             |             |

| 2009. április 25. 20:15 (CET) | Svédország | 7–1 (3–0, 0–1, 4–0) | Ausztria | PostFinance Aréna, Bern Nézőszám: 6175 |

| Jegyzőkönyv | Jegyzőkönyv | Jegyzőkönyv | Jegyzőkönyv | Jegyzőkönyv |
| --- | ----------- | ----------- | ----------- | ----------- |
| |             |             |             |             |
| \| Jönsson 2' / Johansson 12' / Nilson 13' / Weinhandl 42' 47' / Harju 50' / Eriksson 50' \| Gólok \| Oraze 32' \| |             |             |             |             |
| |             |             |             |             |
| |             |             |             |             |
| Jönsson 2' / Johansson 12' / Nilson 13' / Weinhandl 42' 47' / Harju 50' / Eriksson 50'                             | Gólok       | Oraze 32'   |             |             |

| 2009. április 27. 16:15 (CET) | Egyesült Államok | 6–1 (1–0, 1–1, 4–0) | Ausztria | PostFinance Aréna, Bern Nézőszám: 3779 |

| Jegyzőkönyv | Jegyzőkönyv | Jegyzőkönyv  | Jegyzőkönyv | Jegyzőkönyv |
| --- | ----------- | ------------ | ----------- | ----------- |
| |             |              |             |             |
| \| Brown 16' / Stafford 32' / O'Sullivan 41' / Blake 48' / Stempniak 53' / Niskanen 56' \| Gólok \| Preitner 35' \| |             |              |             |             |
| |             |              |             |             |
| |             |              |             |             |
| Brown 16' / Stafford 32' / O'Sullivan 41' / Blake 48' / Stempniak 53' / Niskanen 56'                                | Gólok       | Preitner 35' |             |             |

| 2009. április 27. 20:15 (CET) | Lettország | 3–2 (bü.) (0–1, 2–0, 0–1, 0–0, 1–0) | Svédország | PostFinance Aréna, Bern Nézőszám: 4421 |

| Jegyzőkönyv                                                                          | Jegyzőkönyv | Jegyzőkönyv               | Jegyzőkönyv | Jegyzőkönyv |
| ------------------------------------------------------------------------------------ | ----------- | ------------------------- | ----------- | ----------- |
|                                                                                      |             |                           |             |             |
| \| Redhlis 31' / Darzins 40' / Nizivijs 65' \| Gólok \| Omark 16' / Johansson 41' \| |             |                           |             |             |
|                                                                                      |             |                           |             |             |
|                                                                                      |             |                           |             |             |
| Redhlis 31' / Darzins 40' / Nizivijs 65'                                             | Gólok       | Omark 16' / Johansson 41' |             |             |

| 2009. április 29. 16:15 (CET) | Ausztria | 0–2 (0–1, 0–0, 0–1) | Lettország | PostFinance Aréna, Bern Nézőszám: 5274 |

| Jegyzőkönyv                                  | Jegyzőkönyv | Jegyzőkönyv                | Jegyzőkönyv | Jegyzőkönyv |
| -------------------------------------------- | ----------- | -------------------------- | ----------- | ----------- |
|                                              |             |                            |             |             |
| \| \| Gólok \| Cipulins 20' / Dzerins 55' \| |             |                            |             |             |
|                                              |             |                            |             |             |
|                                              |             |                            |             |             |
|                                              | Gólok       | Cipulins 20' / Dzerins 55' |             |             |

| 2009. április 29. 20:15 (CET) | Svédország | 6–5 (hu.) (0–1, 2–2, 3–2, 1–0) | Egyesült Államok | PostFinance Aréna, Bern Nézőszám: 9876 |

| Jegyzőkönyv | Jegyzőkönyv | Jegyzőkönyv                                                | Jegyzőkönyv | Jegyzőkönyv |
| --- | ----------- | ---------------------------------------------------------- | ----------- | ----------- |
| |             |                                                            |             |             |
| \| Weinhandl 26' 57' / Nilson 27' / Johansson 49' / Persson 53' / Huselius 60' \| Gólok \| O'Sullivan 15' / Liles 30' / Shannon 30' 44' / Johnson 49' \| |             |                                                            |             |             |
| |             |                                                            |             |             |
| |             |                                                            |             |             |
| Weinhandl 26' 57' / Nilson 27' / Johansson 49' / Persson 53' / Huselius 60'                                                                              | Gólok       | O'Sullivan 15' / Liles 30' / Shannon 30' 44' / Johnson 49' |             |             |

### D csoport
| Csapat     | M | Gy | HGy | HV | V | G+ | G- | Gk  | P |
| ---------- | - | -- | --- | -- | - | -- | -- | --- | - |
| Finnország | 3 | 3  | 0   | 0  | 0 | 14 | 4  | +10 | 9 |
| Csehország | 3 | 2  | 0   | 0  | 1 | 13 | 6  | +7  | 6 |
| Norvégia   | 3 | 0  | 1   | 0  | 2 | 7  | 14 | –7  | 2 |
| Dánia      | 3 | 0  | 0   | 1  | 2 | 5  | 10 | –10 | 1 |

| 2009. április 25. 16:15 (CET) | Norvégia | 0–5 (0–3, 0–1, 0–1) | Finnország | Kolping Aréna, Kloten Nézőszám: 5269 |

| Jegyzőkönyv                                                                              | Jegyzőkönyv | Jegyzőkönyv                                                            | Jegyzőkönyv | Jegyzőkönyv |
| ---------------------------------------------------------------------------------------- | ----------- | ---------------------------------------------------------------------- | ----------- | ----------- |
|                                                                                          |             |                                                                        |             |             |
| \| \| Gólok \| Miettinen 14' / Immonen 17' / Kapanen 20' / Pyorala 35' / Lehtonen 45' \| |             |                                                                        |             |             |
|                                                                                          |             |                                                                        |             |             |
|                                                                                          |             |                                                                        |             |             |
|                                                                                          | Gólok       | Miettinen 14' / Immonen 17' / Kapanen 20' / Pyorala 35' / Lehtonen 45' |             |             |

| 2009. április 25. 20:15 (CET) | Csehország | 5–0 (1–0, 3–0, 1–0) | Dánia | Kolping Aréna, Kloten Nézőszám: 4342 |

| Jegyzőkönyv                                                                   | Jegyzőkönyv | Jegyzőkönyv | Jegyzőkönyv | Jegyzőkönyv |
| ----------------------------------------------------------------------------- | ----------- | ----------- | ----------- | ----------- |
|                                                                               |             |             |             |             |
| \| Hlinka 7' / Marek 32' / Čajánek 36' / Hemský 38' / Jágr 51' \| Gólok \| \| |             |             |             |             |
|                                                                               |             |             |             |             |
|                                                                               |             |             |             |             |
| Hlinka 7' / Marek 32' / Čajánek 36' / Hemský 38' / Jágr 51'                   | Gólok       |             |             |             |

| 2009. április 27. 16:15 (CET) | Csehország | 5–2 (3–0, 1–2, 1–0) | Norvégia | Kolping Aréna, Kloten Nézőszám: 3583 |

| Jegyzőkönyv | Jegyzőkönyv | Jegyzőkönyv                         | Jegyzőkönyv | Jegyzőkönyv |
| --- | ----------- | ----------------------------------- | ----------- | ----------- |
| |             |                                     |             |             |
| \| Marek 6' / Čajánek 10' / Vašíček 13' / Blaťák 33' / Klepiš 52' \| Gólok \| Jakobsen 22' / Zuccarello Aasen 40' \| |             |                                     |             |             |
| |             |                                     |             |             |
| |             |                                     |             |             |
| Marek 6' / Čajánek 10' / Vašíček 13' / Blaťák 33' / Klepiš 52'                                                       | Gólok       | Jakobsen 22' / Zuccarello Aasen 40' |             |             |

| 2009. április 27. 20:15 (CET) | Finnország | 5–1 (1–1, 2–0, 2–0) | Dánia | Kolping Aréna, Kloten Nézőszám: 3929 |

| Jegyzőkönyv                                                                      | Jegyzőkönyv | Jegyzőkönyv  | Jegyzőkönyv | Jegyzőkönyv |
| -------------------------------------------------------------------------------- | ----------- | ------------ | ----------- | ----------- |
|                                                                                  |             |              |             |             |
| \| Miettinen 18' 35' / Pihlman 22' / Kapanen 52' 60' \| Gólok \| Jakobsen 11' \| |             |              |             |             |
|                                                                                  |             |              |             |             |
|                                                                                  |             |              |             |             |
| Miettinen 18' 35' / Pihlman 22' / Kapanen 52' 60'                                | Gólok       | Jakobsen 11' |             |             |

| 2009. április 29. 16:15 (CET) | Dánia | 4–5 (hu.) (2–2, 1–1, 1–1, 0–1) | Norvégia | Kolping Aréna, Kloten Nézőszám: 4496 |

| Jegyzőkönyv | Jegyzőkönyv | Jegyzőkönyv                                                                         | Jegyzőkönyv | Jegyzőkönyv |
| --- | ----------- | ----------------------------------------------------------------------------------- | ----------- | ----------- |
| |             |                                                                                     |             |             |
| \| Sundberg 5' / Damgaard 10' / Green 22' / Nielsen 47' \| Gólok \| Thoresen 6' / Bastiansen 14' / Vikingstad 37' / Zuccarello Aasen 45' / Jakobsen 62' \| |             |                                                                                     |             |             |
| |             |                                                                                     |             |             |
| |             |                                                                                     |             |             |
| Sundberg 5' / Damgaard 10' / Green 22' / Nielsen 47' | Gólok       | Thoresen 6' / Bastiansen 14' / Vikingstad 37' / Zuccarello Aasen 45' / Jakobsen 62' |             |             |

| 2009. április 29. 20:15 (CET) | Finnország | 4–3 (1–2, 2–1, 1–0) | Csehország | Kolping Aréna, Kloten Nézőszám: 6456 |

| Jegyzőkönyv                                                                                           | Jegyzőkönyv | Jegyzőkönyv                            | Jegyzőkönyv | Jegyzőkönyv |
| --- | ----------- | -------------------------------------- | ----------- | ----------- |
| |             |                                        |             |             |
| \| Kapanen 10' 39' / Koistinen 24' / Hagman 52' \| Gólok \| Rolinek 11' / Blaťák 14' / Kotalík 24' \| |             |                                        |             |             |
| |             |                                        |             |             |
| |             |                                        |             |             |
| Kapanen 10' 39' / Koistinen 24' / Hagman 52'                                                          | Gólok       | Rolinek 11' / Blaťák 14' / Kotalík 24' |             |             |

## Középdöntő
A középdöntő két csoportjába az A és B csoport első három, illetve a C és D csoport első három helyezettje került. Körmérkőzést játszottak a csapatok, de az azonos csoportból érkezők egymással nem, esetükben a már lejátszott egymás elleni eredményüket számították be.
A két csoport első négy helyezettje jutott be az egyenes kieséses szakaszba.

### E csoport
| Csapat           | M | Gy | HGy | HV | V | G+ | G- | Gk  | P  |
| ---------------- | - | -- | --- | -- | - | -- | -- | --- | -- |
| Oroszország      | 5 | 4  | 1   | 0  | 0 | 27 | 11 | +16 | 14 |
| Svédország       | 5 | 2  | 1   | 2  | 0 | 23 | 18 | +5  | 10 |
| Egyesült Államok | 5 | 2  | 0   | 2  | 1 | 19 | 18 | +1  | 8  |
| Lettország       | 5 | 1  | 2   | 0  | 2 | 15 | 14 | +1  | 7  |
| Svájc            | 5 | 1  | 0   | 1  | 2 | 8  | 13 | –4  | 6  |
| Franciaország    | 5 | 0  | 0   | 0  | 5 | 8  | 27 | –19 | 0  |

| 2009. április 30. 16:15 (CET) | Oroszország | 6–5 (hu.) (2–2, 1–1, 2–2, 1–0) | Svédország | PostFinance Aréna, Bern Nézőszám: 7465 |

| Jegyzőkönyv | Jegyzőkönyv | Jegyzőkönyv                                               | Jegyzőkönyv | Jegyzőkönyv |
| --- | ----------- | --------------------------------------------------------- | ----------- | ----------- |
| |             |                                                           |             |             |
| \| Nyikulin 12' / Szaprikin 15' / Kalinyin 28' 65' / Mozjakin 51' / Proskin 58' \| Gólok \| Wallin 3' / Strålman 19' / Persson 24' / Huselius 50' 59' \| |             |                                                           |             |             |
| |             |                                                           |             |             |
| |             |                                                           |             |             |
| Nyikulin 12' / Szaprikin 15' / Kalinyin 28' 65' / Mozjakin 51' / Proskin 58'                                                                             | Gólok       | Wallin 3' / Strålman 19' / Persson 24' / Huselius 50' 59' |             |             |

| 2009. április 30. 20:15 (CET) | Svájc | 1–2 (bü.) (0–1, 0–0, 1–0, 0–0, 0–1) | Lettország | PostFinance Aréna, Bern Nézőszám: 9771 |

| Jegyzőkönyv                                              | Jegyzőkönyv | Jegyzőkönyv                 | Jegyzőkönyv | Jegyzőkönyv |
| -------------------------------------------------------- | ----------- | --------------------------- | ----------- | ----------- |
|                                                          |             |                             |             |             |
| \| Ambühl 59' \| Gólok \| Cipulis 16' / Ņiživijs bü.' \| |             |                             |             |             |
|                                                          |             |                             |             |             |
|                                                          |             |                             |             |             |
| Ambühl 59'                                               | Gólok       | Cipulis 16' / Ņiživijs bü.' |             |             |

| 2009. május 1. 20:15 (CET) | Egyesült Államok | 6–2 (2–0, 3–2, 1–0) | Franciaország | PostFinance Aréna, Bern Nézőszám: 4213 |

| Jegyzőkönyv | Jegyzőkönyv | Jegyzőkönyv                 | Jegyzőkönyv | Jegyzőkönyv |
| --- | ----------- | --------------------------- | ----------- | ----------- |
| |             |                             |             |             |
| \| Okposo 5' / Backes 11' / Shannon 25' / Ballard 28' / O'Sullivan 31' / Johnson 50' \| Gólok \| Treille 30' / Bellemare 32' \| |             |                             |             |             |
| |             |                             |             |             |
| |             |                             |             |             |
| Okposo 5' / Backes 11' / Shannon 25' / Ballard 28' / O'Sullivan 31' / Johnson 50'                                               | Gólok       | Treille 30' / Bellemare 32' |             |             |

| 2009. május 2. 16:15 (CET) | Franciaország | 1–7 (0–1, 0–2, 1–4) | Lettország | PostFinance Aréna, Bern Nézőszám: 6472 |

| Jegyzőkönyv | Jegyzőkönyv | Jegyzőkönyv                                                                                 | Jegyzőkönyv | Jegyzőkönyv |
| --- | ----------- | ------------------------------------------------------------------------------------------- | ----------- | ----------- |
| |             |                                                                                             |             |             |
| \| Tardif 52' \| Gólok \| Ņiživijs 8' / Cipulis 22' 53' / Dārziņš 24' / Skrastiņš 47' / Jerofejevs 49' / Ankipāns 53' \| |             |                                                                                             |             |             |
| |             |                                                                                             |             |             |
| |             |                                                                                             |             |             |
| Tardif 52' | Gólok       | Ņiživijs 8' / Cipulis 22' 53' / Dārziņš 24' / Skrastiņš 47' / Jerofejevs 49' / Ankipāns 53' |             |             |

| 2009. május 2. 20:15 (CET) | Oroszország | 4–1 (3–1, 1–0, 0–0) | Egyesült Államok | PostFinance Aréna, Bern Nézőszám: 10 230 |

| Jegyzőkönyv                                                                               | Jegyzőkönyv | Jegyzőkönyv  | Jegyzőkönyv | Jegyzőkönyv |
| ----------------------------------------------------------------------------------------- | ----------- | ------------ | ----------- | ----------- |
|                                                                                           |             |              |             |             |
| \| Szaprikin 6' / Perezsogin 10' / Mozjakin 18' / Radulov 22' \| Gólok \| Stempniak 4' \| |             |              |             |             |
|                                                                                           |             |              |             |             |
|                                                                                           |             |              |             |             |
| Szaprikin 6' / Perezsogin 10' / Mozjakin 18' / Radulov 22'                                | Gólok       | Stempniak 4' |             |             |

| 2009. május 3. 16:15 (CET) | Svájc | 1–4 (0–1, 0–1, 1–2) | Svédország | PostFinance Aréna, Bern Nézőszám: 11 327 |

| Jegyzőkönyv                                                                 | Jegyzőkönyv | Jegyzőkönyv                                      | Jegyzőkönyv | Jegyzőkönyv |
| --------------------------------------------------------------------------- | ----------- | ------------------------------------------------ | ----------- | ----------- |
|                                                                             |             |                                                  |             |             |
| \| Lemm 57' \| Gólok \| Oduya 6' / Harju 25' / Omark 47' / Andersson 56' \| |             |                                                  |             |             |
|                                                                             |             |                                                  |             |             |
|                                                                             |             |                                                  |             |             |
| Lemm 57'                                                                    | Gólok       | Oduya 6' / Harju 25' / Omark 47' / Andersson 56' |             |             |

| 2009. május 3. 20:15 (CET) | Oroszország | 6–1 (1–0, 3–1, 2–0) | Lettország | PostFinance Aréna, Bern Nézőszám: 7228 |

| Jegyzőkönyv                                                                                             | Jegyzőkönyv | Jegyzőkönyv   | Jegyzőkönyv | Jegyzőkönyv |
| --- | ----------- | ------------- | ----------- | ----------- |
| |             |               |             |             |
| \| Kurjanov 12' 24' / Tyerescsenko 22' / Tverdovszkij 24' 47' / Frolov 44' \| Gólok \| Vasiļjevs 37' \| |             |               |             |             |
| |             |               |             |             |
| |             |               |             |             |
| Kurjanov 12' 24' / Tyerescsenko 22' / Tverdovszkij 24' 47' / Frolov 44'                                 | Gólok       | Vasiļjevs 37' |             |             |

| 2009. május 4. 16:15 (CET) | Svédország | 6–3 (3–0, 2–3, 1–0) | Franciaország | PostFinance Aréna, Bern Nézőszám: 5051 |

| Jegyzőkönyv | Jegyzőkönyv | Jegyzőkönyv                               | Jegyzőkönyv | Jegyzőkönyv |
| --- | ----------- | ----------------------------------------- | ----------- | ----------- |
| |             |                                           |             |             |
| \| Huselius 2' / Nilson 5' / Tärnström 6' / Gunnarsson 22' / Oduya 31' / Jönsson 46' \| Gólok \| Lussier 24' / Bellemare 30' / Treille 37' \| |             |                                           |             |             |
| |             |                                           |             |             |
| |             |                                           |             |             |
| Huselius 2' / Nilson 5' / Tärnström 6' / Gunnarsson 22' / Oduya 31' / Jönsson 46'                                                             | Gólok       | Lussier 24' / Bellemare 30' / Treille 37' |             |             |

| 2009. május 4. 20:15 (CET) | Egyesült Államok | 3–4 (hu.) (0–1, 3–1, 0–1, 0–1) | Svájc | PostFinance Aréna, Bern Nézőszám: 10 317 |

| Jegyzőkönyv                                                                                  | Jegyzőkönyv | Jegyzőkönyv                                  | Jegyzőkönyv | Jegyzőkönyv |
| -------------------------------------------------------------------------------------------- | ----------- | -------------------------------------------- | ----------- | ----------- |
|                                                                                              |             |                                              |             |             |
| \| Hainsey 26' 40' / Higgins 36' \| Gólok \| Ambühl 10' / Lemm 32' / Plüss 50' / Wick 61' \| |             |                                              |             |             |
|                                                                                              |             |                                              |             |             |
|                                                                                              |             |                                              |             |             |
| Hainsey 26' 40' / Higgins 36'                                                                | Gólok       | Ambühl 10' / Lemm 32' / Plüss 50' / Wick 61' |             |             |

### F csoport
| Csapat           | M | Gy | HGy | HV | V | G+ | G- | Gk  | P  |
| ---------------- | - | -- | --- | -- | - | -- | -- | --- | -- |
| Kanada           | 5 | 4  | 0   | 1  | 0 | 26 | 10 | +16 | 13 |
| Finnország       | 5 | 2  | 2   | 1  | 0 | 16 | 9  | +7  | 11 |
| Csehország       | 5 | 3  | 0   | 0  | 2 | 20 | 11 | +9  | 9  |
| Fehéroroszország | 5 | 0  | 3   | 0  | 2 | 8  | 13 | –5  | 6  |
| Szlovákia        | 5 | 0  | 1   | 2  | 2 | 8  | 21 | –13 | 4  |
| Norvégia         | 5 | 0  | 0   | 2  | 3 | 7  | 21 | –14 | 2  |

| 2009. április 30. 16:15 (CET) | Fehéroroszország | 3–2 (hu.) (0–1, 1–1, 1–0, 1–0) | Norvégia | Kolping Aréna, Kloten Nézőszám: 3374 |

| Jegyzőkönyv                                                                         | Jegyzőkönyv | Jegyzőkönyv             | Jegyzőkönyv | Jegyzőkönyv |
| ----------------------------------------------------------------------------------- | ----------- | ----------------------- | ----------- | ----------- |
|                                                                                     |             |                         |             |             |
| \| Ugarov 23' / Grabovszkij 42' / Szalej 65' \| Gólok \| Thoresen 7' / Trygg 21' \| |             |                         |             |             |
|                                                                                     |             |                         |             |             |
|                                                                                     |             |                         |             |             |
| Ugarov 23' / Grabovszkij 42' / Szalej 65'                                           | Gólok       | Thoresen 7' / Trygg 21' |             |             |

| 2009. április 30. 20:15 (CET) | Kanada | 5–1 (3–0, 0–0, 2–1) | Csehország | Kolping Aréna, Kloten Nézőszám: 5967 |

| Jegyzőkönyv                                                                           | Jegyzőkönyv | Jegyzőkönyv | Jegyzőkönyv | Jegyzőkönyv |
| ------------------------------------------------------------------------------------- | ----------- | ----------- | ----------- | ----------- |
|                                                                                       |             |             |             |             |
| \| Stamkos 8' 14' / Weber 18' / Heatley 41' / St. Louis 50' \| Gólok \| Hemský 58' \| |             |             |             |             |
|                                                                                       |             |             |             |             |
|                                                                                       |             |             |             |             |
| Stamkos 8' 14' / Weber 18' / Heatley 41' / St. Louis 50'                              | Gólok       | Hemský 58'  |             |             |

| 2009. május 1. 20:15 (CET) | Finnország | 2–1 (hu.) (1–0, 0–1, 0–0, 1–0) | Szlovákia | Kolping Aréna, Kloten Nézőszám: 4444 |

| Jegyzőkönyv                                    | Jegyzőkönyv | Jegyzőkönyv  | Jegyzőkönyv | Jegyzőkönyv |
| ---------------------------------------------- | ----------- | ------------ | ----------- | ----------- |
|                                                |             |              |             |             |
| \| Kapanen 16' 63' \| Gólok \| Bartečko 23' \| |             |              |             |             |
|                                                |             |              |             |             |
|                                                |             |              |             |             |
| Kapanen 16' 63'                                | Gólok       | Bartečko 23' |             |             |

| 2009. május 2. 16:15 (CET) | Csehország | 8–0 (4–0, 4–0, 0–0) | Szlovákia | Kolping Aréna, Kloten Nézőszám: 5165 |

| Jegyzőkönyv                                                                                            | Jegyzőkönyv | Jegyzőkönyv | Jegyzőkönyv | Jegyzőkönyv |
| --- | ----------- | ----------- | ----------- | ----------- |
| |             |             |             |             |
| \| Jágr 7' 10' / Blaťák 13' / Červenka 16' 30' / Kotalík 26' / Michálek 31' / Eliáš 39' \| Gólok \| \| |             |             |             |             |
| |             |             |             |             |
| |             |             |             |             |
| Jágr 7' 10' / Blaťák 13' / Červenka 16' 30' / Kotalík 26' / Michálek 31' / Eliáš 39'                   | Gólok       |             |             |             |

| 2009. május 2. 20:15 (CET) | Finnország | 1–2 (bü.) (0–1, 1–0, 0–0, 0–0, 0–1) | Fehéroroszország | Kolping Aréna, Kloten Nézőszám: 5621 |

| Jegyzőkönyv                                                | Jegyzőkönyv | Jegyzőkönyv                  | Jegyzőkönyv | Jegyzőkönyv |
| ---------------------------------------------------------- | ----------- | ---------------------------- | ----------- | ----------- |
|                                                            |             |                              |             |             |
| \| Niskala 34' \| Gólok \| Gyemagin 1' / Antonyenko bü' \| |             |                              |             |             |
|                                                            |             |                              |             |             |
|                                                            |             |                              |             |             |
| Niskala 34'                                                | Gólok       | Gyemagin 1' / Antonyenko bü' |             |             |

| 2009. május 3. 16:15 (CET) | Norvégia | 1–5 (1–3, 0–2, 0–0) | Kanada | Kolping Aréna, Kloten Nézőszám: 4023 |

| Jegyzőkönyv                                                                                               | Jegyzőkönyv | Jegyzőkönyv                                                        | Jegyzőkönyv | Jegyzőkönyv |
| --- | ----------- | ------------------------------------------------------------------ | ----------- | ----------- |
| |             |                                                                    |             |             |
| \| Zuccarello Aasen 13' \| Gólok \| Lombardi 5' / Hamhuis 18' / Stamkos 19' / Spezza 21' / Doughty 33' \| |             |                                                                    |             |             |
| |             |                                                                    |             |             |
| |             |                                                                    |             |             |
| Zuccarello Aasen 13'                                                                                      | Gólok       | Lombardi 5' / Hamhuis 18' / Stamkos 19' / Spezza 21' / Doughty 33' |             |             |

| 2009. május 3. 20:15 (CET) | Fehéroroszország | 0–3 (0–0, 0–2, 0–1) | Csehország | Kolping Aréna, Kloten Nézőszám: 3495 |

| Jegyzőkönyv                                   | Jegyzőkönyv | Jegyzőkönyv                 | Jegyzőkönyv | Jegyzőkönyv |
| --------------------------------------------- | ----------- | --------------------------- | ----------- | ----------- |
|                                               |             |                             |             |             |
| \| \| Gólok \| Čajánek 30' 56' / Eliáš 40' \| |             |                             |             |             |
|                                               |             |                             |             |             |
|                                               |             |                             |             |             |
|                                               | Gólok       | Čajánek 30' 56' / Eliáš 40' |             |             |

| 2009. május 4. 16:15 (CET) | Szlovákia | 3–2 (hu.) (2–0, 0–1, 0–1, 1–0) | Norvégia | Kolping Aréna, Kloten Nézőszám: 2901 |

| Jegyzőkönyv                                                                   | Jegyzőkönyv | Jegyzőkönyv               | Jegyzőkönyv | Jegyzőkönyv |
| ----------------------------------------------------------------------------- | ----------- | ------------------------- | ----------- | ----------- |
|                                                                               |             |                           |             |             |
| \| Ružička 8' / Smrek 10' / Nagy 63' \| Gólok \| Bastiansen 28' / Lund 46' \| |             |                           |             |             |
|                                                                               |             |                           |             |             |
|                                                                               |             |                           |             |             |
| Ružička 8' / Smrek 10' / Nagy 63'                                             | Gólok       | Bastiansen 28' / Lund 46' |             |             |

| 2009. május 4. 20:15 (CET) | Kanada | 3–4 (bü.) (1–2, 1–1, 1–0, 0–0, 0–1) | Finnország | Kolping Aréna, Kloten Nézőszám: 5970 |

| Jegyzőkönyv                                                                                        | Jegyzőkönyv | Jegyzőkönyv                                         | Jegyzőkönyv | Jegyzőkönyv |
| -------------------------------------------------------------------------------------------------- | ----------- | --------------------------------------------------- | ----------- | ----------- |
| |             |                                                     |             |             |
| \| Spezza 17' / Heatley 39' 50' \| Gólok \| Pihlman 5' / Salmela 8' / Kapanen 38' / Hyvönen 66' \| |             |                                                     |             |             |
| |             |                                                     |             |             |
| |             |                                                     |             |             |
| Spezza 17' / Heatley 39' 50'                                                                       | Gólok       | Pihlman 5' / Salmela 8' / Kapanen 38' / Hyvönen 66' |             |             |

## A 13–16. helyért
A csoportutolsók körmérkőzést játszottak egymással a kiesés elkerüléséért. Ebből a négy csapatból kettő 2010-ben is a főcsoportban szerepelhetett, kettő pedig 2010-ben a divízió I-es világbajnokságon indulhat. Mivel a 2010-es világbajnokságnak Németország adott otthont, a német válogatott biztosan tagja volt a főcsoportnak, függetlenül a végső helyezésétől. A maradék három csapatból a legjobb helyen végző maradt a főcsoportban, a másik kettő kiesett a divízió I-be.

### G csoport
| Csapat       | M | Gy | HGy | HV | V | G+ | G- | Gk  | P |
| ------------ | - | -- | --- | -- | - | -- | -- | --- | - |
| Dánia        | 3 | 3  | 0   | 0  | 0 | 13 | 4  | +9  | 9 |
| Ausztria     | 3 | 2  | 0   | 0  | 1 | 9  | 5  | +4  | 6 |
| Németország  | 3 | 1  | 0   | 0  | 2 | 3  | 5  | –2  | 3 |
| Magyarország | 3 | 0  | 0   | 0  | 3 | 2  | 13 | –11 | 0 |

| 2009. május 1. 16:15 (CET) | Németország | 1 – 3 (1–1, 0–0, 0–2) | Dánia | PostFinance Aréna, Bern Nézőszám: 4241 |

| Jegyzőkönyv                                                       | Jegyzőkönyv | Jegyzőkönyv                        | Jegyzőkönyv | Jegyzőkönyv |
| ----------------------------------------------------------------- | ----------- | ---------------------------------- | ----------- | ----------- |
|                                                                   |             |                                    |             |             |
| \| Schubert 14' \| Gólok \| Bødker 11' / Regin 50' / Hardt 54' \| |             |                                    |             |             |
|                                                                   |             |                                    |             |             |
|                                                                   |             |                                    |             |             |
| Schubert 14'                                                      | Gólok       | Bødker 11' / Regin 50' / Hardt 54' |             |             |

| 2009. május 1. 16:15 (CET) | Ausztria | 6 – 0 (1–0, 3–0, 2–0) | Magyarország | Kloten, Kolping Arena Nézőszám: 4042 |

| Jegyzőkönyv                                                                  | Jegyzőkönyv | Jegyzőkönyv | Jegyzőkönyv | Jegyzőkönyv |
| ---------------------------------------------------------------------------- | ----------- | ----------- | ----------- | ----------- |
|                                                                              |             |             |             |             |
| \| Koch 20' 21' 59' / Setzinger 24' / Vanek 34' / Kaspitz 60' \| Gólok \| \| |             |             |             |             |
|                                                                              |             |             |             |             |
|                                                                              |             |             |             |             |
| Koch 20' 21' 59' / Setzinger 24' / Vanek 34' / Kaspitz 60'                   | Gólok       |             |             |             |

| 2009. május 3. 12:15 (CET) | Németország | 0 – 1 (0–0, 0–1, 0–0) | Ausztria | PostFinance Aréna, Bern Nézőszám: 3828 |

| Jegyzőkönyv                | Jegyzőkönyv | Jegyzőkönyv | Jegyzőkönyv | Jegyzőkönyv |
| -------------------------- | ----------- | ----------- | ----------- | ----------- |
|                            |             |             |             |             |
| \| \| Gólok \| Koch 28' \| |             |             |             |             |
|                            |             |             |             |             |
|                            |             |             |             |             |
|                            | Gólok       | Koch 28'    |             |             |

| 2009. május 3. 12:15 (CET) | Magyarország | 1 – 5 (1–0, 0–2, 0–3) | Dánia | Kolping Aréna, Kloten Nézőszám: 3672 |

| Jegyzőkönyv                                                                                      | Jegyzőkönyv | Jegyzőkönyv                                                      | Jegyzőkönyv | Jegyzőkönyv |
| ------------------------------------------------------------------------------------------------ | ----------- | ---------------------------------------------------------------- | ----------- | ----------- |
|                                                                                                  |             |                                                                  |             |             |
| \| Palkovics 16' \| Gólok \| Staal 29' / Christensen 40' / Green 48' / Madsen 53' / Hardt 56' \| |             |                                                                  |             |             |
|                                                                                                  |             |                                                                  |             |             |
|                                                                                                  |             |                                                                  |             |             |
| Palkovics 16'                                                                                    | Gólok       | Staal 29' / Christensen 40' / Green 48' / Madsen 53' / Hardt 56' |             |             |

| 2009. május 4. 12:15 (CET) | Magyarország | 1 – 2 (1–1, 0–1, 0–0) | Németország | PostFinance Aréna, Bern Nézőszám: 3497 |

| Jegyzőkönyv                                         | Jegyzőkönyv | Jegyzőkönyv           | Jegyzőkönyv | Jegyzőkönyv |
| --------------------------------------------------- | ----------- | --------------------- | ----------- | ----------- |
|                                                     |             |                       |             |             |
| \| Horváth 18' \| Gólok \| Müller 4' / Bakos 34' \| |             |                       |             |             |
|                                                     |             |                       |             |             |
|                                                     |             |                       |             |             |
| Horváth 18'                                         | Gólok       | Müller 4' / Bakos 34' |             |             |

| 2009. május 4. 12:15 (CET) | Dánia | 5 – 2 (1–2, 1–0, 3–0) | Ausztria | Kolping Aréna, Kloten Nézőszám: 2798 |

| Jegyzőkönyv                                                                                            | Jegyzőkönyv | Jegyzőkönyv               | Jegyzőkönyv | Jegyzőkönyv |
| --- | ----------- | ------------------------- | ----------- | ----------- |
| |             |                           |             |             |
| \| Jakobsen 16' / Bødker 28' 60' / Christensen 46' / Degn 52' \| Gólok \| Kaspitz 1' / Setzinger 3' \| |             |                           |             |             |
| |             |                           |             |             |
| |             |                           |             |             |
| Jakobsen 16' / Bødker 28' 60' / Christensen 46' / Degn 52'                                             | Gólok       | Kaspitz 1' / Setzinger 3' |             |             |

## Egyenes kieséses szakasz
|  |                  |                  |                  |                  |   |             |                  |                  |                  |                  |               |       |       |
|  | Negyeddöntők     | Negyeddöntők     | Negyeddöntők     |                  |   | Elődöntők   | Elődöntők        | Elődöntők        |                  |                  | Döntő         | Döntő | Döntő |
|  | Negyeddöntők     | Negyeddöntők     | Negyeddöntők     |                  |   | Elődöntők   | Elődöntők        | Elődöntők        |                  |                  | Döntő         | Döntő | Döntő |
|  | május 6. – Bern  |                  |                  |                  |   |             |                  |                  |                  |                  |               |       |       |
|  |                  |                  |                  |                  |   |             |                  |                  |                  |                  |               |       |       |
|  | Oroszország      | Oroszország      | 4                |                  |   |             |                  |                  |                  |                  |               |       |       |
|  | Oroszország      | Oroszország      | 4                | május 8. – Bern  |   |             |                  |                  |                  |                  |               |       |       |
|  | Fehéroroszország | Fehéroroszország | 3                |                  |   |             |                  |                  |                  |                  |               |       |       |
|  | Fehéroroszország | Fehéroroszország | 3                |                  |   | Oroszország | Oroszország      | 3                |                  |                  |               |       |       |
|  | május 6. – Bern  |                  |                  |                  |   | Oroszország | Oroszország      | 3                |                  |                  |               |       |       |
|  |                  |                  | Egyesült Államok | Egyesült Államok | 2 |             |                  |                  |                  |                  |               |       |       |
|  | Finnország       | Finnország       | Egyesült Államok | Egyesült Államok | 2 | 2           |                  |                  |                  |                  |               |       |       |
|  | Finnország       | Finnország       |                  |                  |   | 2           | május 10. – Bern |                  |                  |                  |               |       |       |
|  | Egyesült Államok | Egyesült Államok | 3                |                  |   |             |                  |                  |                  |                  |               |       |       |
|  | Egyesült Államok | Egyesült Államok | 3                |                  |   | Oroszország | Oroszország      | 2                |                  |                  |               |       |       |
|  | május 7. – Bern  |                  |                  |                  |   | Oroszország | Oroszország      | 2                |                  |                  |               |       |       |
|  |                  |                  | Kanada           | Kanada           | 1 |             |                  |                  |                  |                  |               |       |       |
|  | Kanada           | Kanada           | Kanada           | Kanada           | 1 | 4           |                  |                  |                  |                  |               |       |       |
|  | Kanada           | Kanada           | május 8. – Bern  |                  |   | 4           |                  |                  |                  |                  |               |       |       |
|  | Lettország       | Lettország       | 2                |                  |   |             |                  |                  |                  |                  |               |       |       |
|  | Lettország       | Lettország       | 2                |                  |   | Kanada      | Kanada           | 3                | Bronzmérkőzés    | Bronzmérkőzés    | Bronzmérkőzés |       |       |
|  | május 7. – Bern  |                  |                  |                  |   | Kanada      | Kanada           | 3                | Bronzmérkőzés    | Bronzmérkőzés    | Bronzmérkőzés |       |       |
|  |                  |                  | Svédország       | Svédország       | 1 |             |                  | május 10. – Bern | május 10. – Bern | május 10. – Bern |               |       |       |
|  | Svédország       | Svédország       | Svédország       | Svédország       | 1 | 3           |                  | május 10. – Bern | május 10. – Bern | május 10. – Bern |               |       |       |
|  | Svédország       | Svédország       |                  |                  |   |             |                  | Egyesült Államok | Egyesült Államok | 2                |               |       |       |
|  | Csehország       | Csehország       | 1                |                  |   |             |                  | Egyesült Államok | Egyesült Államok | 2                |               |       |       |
|  | Csehország       | Csehország       | 1                |                  |   | Svédország  | Svédország       | 4                |                  |                  |               |       |       |
|  |                  |                  |                  |                  |   | Svédország  | Svédország       | 4                |                  |                  |               |       |       |

### Negyeddöntők
| 2009. május 6. 16:15 (CET) | Oroszország | 4 – 3 (0–0, 3–3, 1–0) | Fehéroroszország | PostFinance Aréna, Bern Nézőszám: 8337 |

| Jegyzőkönyv | Jegyzőkönyv | Jegyzőkönyv                              | Jegyzőkönyv | Jegyzőkönyv |
| --- | ----------- | ---------------------------------------- | ----------- | ----------- |
| |             |                                          |             |             |
| \| Proskin 26' / Atyusov 37' / Frolov 38' / Kovalcsuk 48' \| Gólok \| Koltsov 23' / Antonenko 34' / Szalej 40' \| |             |                                          |             |             |
| |             |                                          |             |             |
| |             |                                          |             |             |
| Proskin 26' / Atyusov 37' / Frolov 38' / Kovalcsuk 48'                                                            | Gólok       | Koltsov 23' / Antonenko 34' / Szalej 40' |             |             |

| 2009. május 6. 20:15 (CET) | Finnország | 2 – 3 (0–0, 2–3, 0–0) | Egyesült Államok | PostFinance Aréna, Bern Nézőszám: 9334 |

| Jegyzőkönyv                                                                         | Jegyzőkönyv | Jegyzőkönyv                             | Jegyzőkönyv | Jegyzőkönyv |
| ----------------------------------------------------------------------------------- | ----------- | --------------------------------------- | ----------- | ----------- |
|                                                                                     |             |                                         |             |             |
| \| Kapanen 21' / Hyvönen 38' \| Gólok \| Brown 31' / T. J. Oshie 33' / Suter 35' \| |             |                                         |             |             |
|                                                                                     |             |                                         |             |             |
|                                                                                     |             |                                         |             |             |
| Kapanen 21' / Hyvönen 38'                                                           | Gólok       | Brown 31' / T. J. Oshie 33' / Suter 35' |             |             |

| 2009. május 7. 16:15 (CET) | Kanada | 4 – 2 (0–0, 3–1, 1–1) | Lettország | PostFinance Aréna, Bern Nézőszám: 8042 |

| Jegyzőkönyv                                                                                          | Jegyzőkönyv | Jegyzőkönyv                 | Jegyzőkönyv | Jegyzőkönyv |
| --- | ----------- | --------------------------- | ----------- | ----------- |
| |             |                             |             |             |
| \| Heatley 27' / Hamhuis 35' / Stamkos 38' / Lombardi 44' \| Gólok \| Galviņš 38' / Vasiļjevs 42' \| |             |                             |             |             |
| |             |                             |             |             |
| |             |                             |             |             |
| Heatley 27' / Hamhuis 35' / Stamkos 38' / Lombardi 44'                                               | Gólok       | Galviņš 38' / Vasiļjevs 42' |             |             |

| 2009. május 7. 20:15 (CET) | Svédország | 3 – 1 (0–0, 2–0, 1–1) | Csehország | PostFinance Aréna, Bern Nézőszám: 10 415 |

| Jegyzőkönyv                                                               | Jegyzőkönyv | Jegyzőkönyv | Jegyzőkönyv | Jegyzőkönyv |
| ------------------------------------------------------------------------- | ----------- | ----------- | ----------- | ----------- |
|                                                                           |             |             |             |             |
| \| Weinhandl 24' / Tärnström 39' / Jönsson 58' \| Gólok \| Čajánek 49' \| |             |             |             |             |
|                                                                           |             |             |             |             |
|                                                                           |             |             |             |             |
| Weinhandl 24' / Tärnström 39' / Jönsson 58'                               | Gólok       | Čajánek 49' |             |             |

### Elődöntők
| 2009. május 8. 16:15 (CET) | Oroszország | 3 – 2 (0–0, 2–2, 1–0) | Egyesült Államok | PostFinance Aréna, Bern Nézőszám: 11 057 |

| Jegyzőkönyv                                                                         | Jegyzőkönyv | Jegyzőkönyv            | Jegyzőkönyv | Jegyzőkönyv |
| ----------------------------------------------------------------------------------- | ----------- | ---------------------- | ----------- | ----------- |
|                                                                                     |             |                        |             |             |
| \| Kovalcsuk 32' / Frolov 35' / Gorovikov 59' \| Gólok \| Brown 24' / Okposo 39' \| |             |                        |             |             |
|                                                                                     |             |                        |             |             |
|                                                                                     |             |                        |             |             |
| Kovalcsuk 32' / Frolov 35' / Gorovikov 59'                                          | Gólok       | Brown 24' / Okposo 39' |             |             |

| 2009. május 8. 20:15 (CET) | Kanada | 3 – 1 (1–0, 2–0, 0–1) | Svédország | PostFinance Aréna, Bern Nézőszám: 11 477 |

| Jegyzőkönyv                                             | Jegyzőkönyv | Jegyzőkönyv  | Jegyzőkönyv | Jegyzőkönyv |
| ------------------------------------------------------- | ----------- | ------------ | ----------- | ----------- |
|                                                         |             |              |             |             |
| \| Roy 7' 31' / Horcoff 30' \| Gólok \| Eriksson 47' \| |             |              |             |             |
|                                                         |             |              |             |             |
|                                                         |             |              |             |             |
| Roy 7' 31' / Horcoff 30'                                | Gólok       | Eriksson 47' |             |             |

### Bronzmérkőzés
| 2009. május 10. 16:00 (CET) | Svédország | 4 – 2 (0–0, 2–1, 2–1) | Egyesült Államok | PostFinance Aréna, Bern Nézőszám: 11 249 |

| Jegyzőkönyv                                                                                             | Jegyzőkönyv | Jegyzőkönyv                | Jegyzőkönyv | Jegyzőkönyv |
| --- | ----------- | -------------------------- | ----------- | ----------- |
| |             |                            |             |             |
| \| Eriksson 34' / Mårtensson 36' / Gunnarsson 50' / Oduya 60' \| Gólok \| Johnson 26' / Pavelski 43' \| |             |                            |             |             |
| |             |                            |             |             |
| |             |                            |             |             |
| Eriksson 34' / Mårtensson 36' / Gunnarsson 50' / Oduya 60'                                              | Gólok       | Johnson 26' / Pavelski 43' |             |             |

### Döntő
| 2009. május 10. 20:30 (CET) | Oroszország | 2 – 1 (1–1, 1–0, 0–0) | Kanada | PostFinance Aréna, Bern Nézőszám: 11 454 |

| Jegyzőkönyv                                             | Jegyzőkönyv | Jegyzőkönyv | Jegyzőkönyv | Jegyzőkönyv |
| ------------------------------------------------------- | ----------- | ----------- | ----------- | ----------- |
|                                                         |             |             |             |             |
| \| Szaprikin 13' / Radulov 35' \| Gólok \| Spezza 6' \| |             |             |             |             |
|                                                         |             |             |             |             |
|                                                         |             |             |             |             |
| Szaprikin 13' / Radulov 35'                             | Gólok       | Spezza 6'   |             |             |

| A 2009-es IIHF jégkorong-világbajnokság győztese |
| OROSZORSZÁG 25. cím                              |

## Végeredmény
| Hely | Csapat           |
| ---- | ---------------- |
|      | Oroszország      |
|      | Kanada           |
|      | Svédország       |
| 4.   | Egyesült Államok |
| 5.   | Finnország       |
| 6.   | Csehország       |
| 7.   | Lettország       |
| 8.   | Fehéroroszország |
| 9.   | Svájc            |
| 10.  | Szlovákia        |
| 11.  | Norvégia         |
| 12.  | Franciaország    |
| 13.  | Dánia            |
| 14.  | Ausztria         |
| 15.  | Németország      |
| 16.  | Magyarország     |

* Németország a 2010-es vb házigazdája, ezért nem eshetett ki.

### Díjak, elismerések
- Legjobb kapus:  Andrei Mezin
- Legkobb védőjátékos:  Shea Weber
- Legjobb csatár:  Ilja Kovalcsuk
- Legértékesebb játékos (MVP):  Ilja Kovalcsuk

All-Star Csapat:
- Kapus:  Andrei Mezin
- Védő:  Shea Weber,  Kenny Jönsson
- Csatár:  Ilja Kovalcsuk,  Martin St. Louis,  Steve Stamkos